# Dales

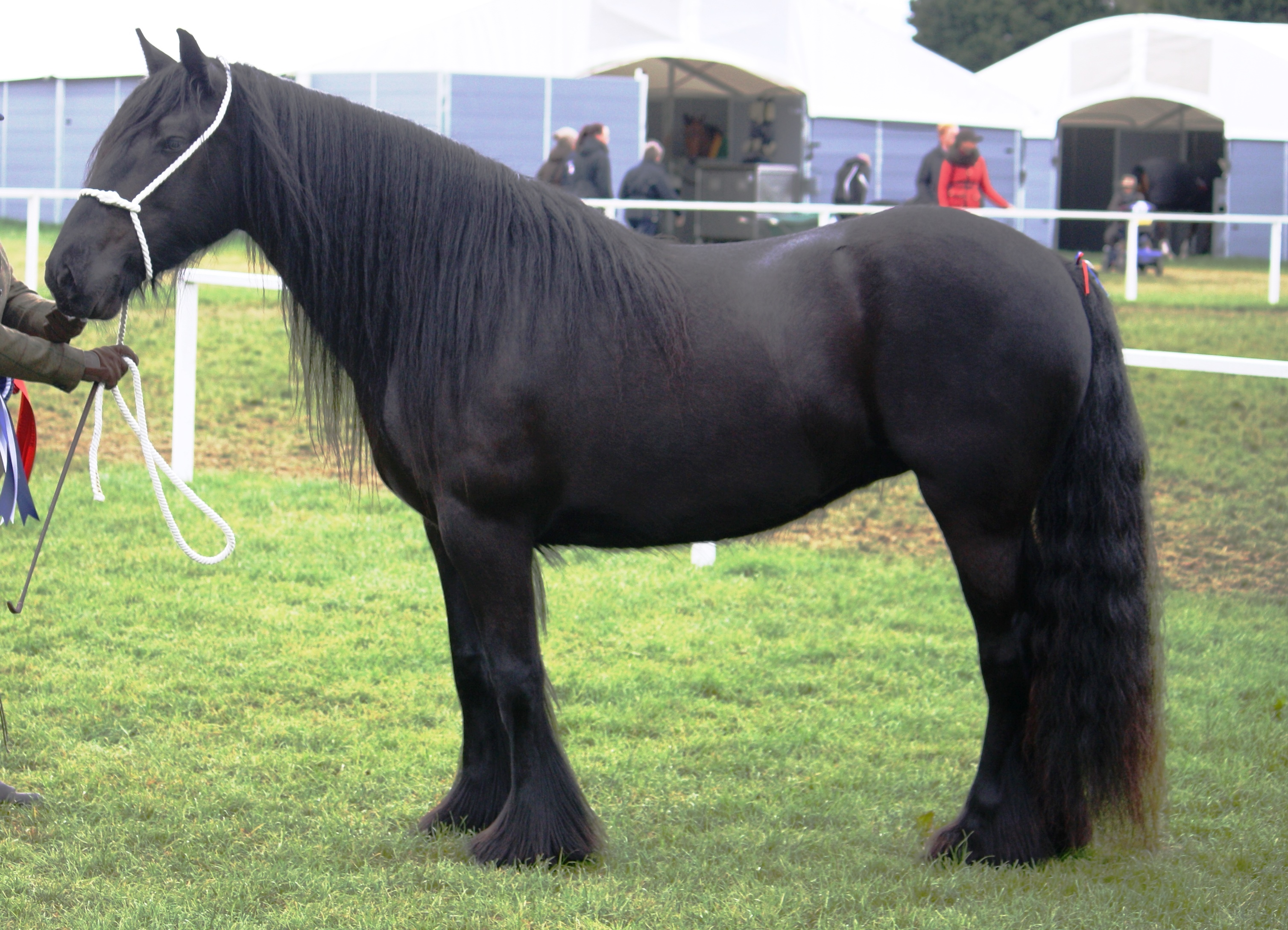
Dales

Kuc dales – rodzima angielska rasa konia domowego pochodząca ze wschodnich rejonów Gór Pennińskich. Wywodzi się najprawdopodobniej od europejskiego konia fryzyjskiego. Kuc zasłynął z ogromnej siły i wytrzymałości oraz zdolności do przenoszenia wielkich ciężarów. Powszechnie używano go do transportu ładunków rudy ołowiu z kopalni. 
Rasa była również popularna wśród farmerów, którzy wykorzystywali ją do prac polowych. Koń ten nadaje się zarówno do jazdy wierzchem jak i pracy w zaprzęgu. Dzięki temu, że ma bardzo dobry charakter używany jest w przemyśle turystycznym jako wakacyjny wierzchowiec wycieczkowy.
Jeśli chodzi o wygląd zewnętrzny dales ma estetyczną głowę z wydatną szczęką, oraz krótką, gruba szyję. Jego ciało jest mocne, muskularne, grubokościste z dobrze wysklepionymi żebrami i twardymi kopytami. Posiada bujną grzywę i imponujący ogon oraz szczotki na pęcinach. Zwykle w umaszczeniu skarogniady lub kary o wysokości w kłębie do 145 cm.